# Silvia Behnke
Silvia Behnke (* vor 1970 in Deutschland) ist eine deutsche Balletttänzerin und Theaterpädagogin am Theater Krefeld und Mönchengladbach.
Bereits mit sieben Jahren sammelte sie erste Bühnenerfahrungen, mit elf hatte sie ihr Debüt als Solistin. Tanz studierte sie an der John-Cranko-Akademie und an der Ballettschule Heino Heiden. 1987 machte sie ihren Abschluss als diplomierte Ballettpädagogin.
Von 1981 bis 1988 war sie Solistin im Lübecker Kinder-Tanztheater Heino Heiden in Lübeck und im Ballettensemble Schleswig-Holstein. Zahlreiche Gastspiele in ganz Europa kamen hinzu. 1989 nahm sie ihre Tätigkeit an den vereinigten Bühnen Krefeld/Mönchengladbach als Tänzerin auf, seit 1992 war sie dort als Solistin tätig. 2010 beendete sie ihre Karriere als Solotänzerin und wurde Theaterpädagogin am Theater Krefeld/Mönchengladbach, wo sie neben Workshops auch mehrere Produktionen des Jugendclubs inszenierte und choreografierte. 
Silvia Behnke wurde fünf Mal mit dem Theateroscar der Rheinischen Post als beste Tänzerin ausgezeichnet. Dieser Preis wird von Theaterbesuchern an Ensemblemitglieder vergeben, die in der Spielzeit mit besonderen Leistungen auf sich aufmerksam gemacht haben. Sie erhielt den Kunstförderpreis vom Theaterverein Krefeld sowie verschiedene überregionale Kritikerpreise und wurde in der Kritikerumfrage von Nordrhein-Westfalen mehrfach als beste Tänzerin ausgezeichnet. 
Sie erarbeitete zahlreiche Choreographien, auch im Rahmen von Junge Choreographen.
Seit 1995 unterrichtet sie als Ballettpädagogin, unter anderem im Tanzhaus NRW, Anfänger und Fortgeschrittene.

## Theatrografie (Auswahl)
- Coppélia
- Der wunderbare Mandarin
- Schubert Winterreise